# أريما

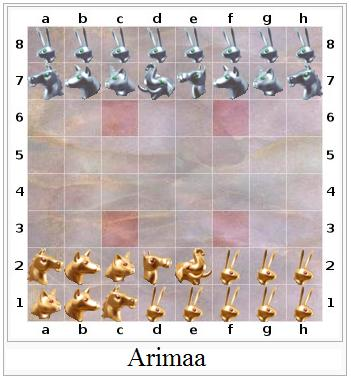

أريما هي لعبة لوحية إستراتيجية ثنائية اللاعبين صممت ليمكن لعبها بمجموعة الشطرنج العادية ولكن بصعوبة على الحواسيب ولكن في ذات الوقت سهل تعلمها وممتع لعبها للبشر. اخترعت في عام 2003 من قبل عُمر سيد، مهندس كمبيوتر هندي أمريكي تدرب في الذكاء الاصطناعي. الهمت هزيمة غاري كاسباروف على يد كومبيوتر الشطرنج ديب بلو. قام عمر سيد بتصميم لعبة جديدة يمكن لعبها بستخدام مجموعة الشطرنج العادية، ولكن سيكون من الصعب على الحواسيب لعبها، ولكن لديها قواعد بسيطة بما يكفي لكي يفهمها ابنه عامر الذي كان يبلغ من أربع سنوات من العمر حينها. ("Arimaa" هي "Aamir" مكتوبة بالعكس بالإضافة إلى الحرف الأول "a".)
انطلاقا من 2004، قام مجتمع أريما بتنظيم ثلاث بطولات: بطولة العالم (للبشر فقط)، وبطولة الكمبيوتر (لأجهزة الكمبيوتر فقط)، وتحدي أريما (الإنسان مقابل الكمبيوتر). بعد إحدى عشرة سنة من هيمنة البشر، فاز الكمبيوتر بتحدي 2015 بشكل حاسم.
فازت أريما بجوائز عدة بما في ذلك أفضل لعبة إستراتيجية مجردة لعام 2011 من مجلة جيمز، وأفضل لعبة إستراتيجية لعام 2010 من مجلة Creative Child، وجائزة اختيار الوالدين المعتمدة لعام 2010.